# Deretürbelinas, Alanya
Deretürbelinas là một xã thuộc huyện Alanya, tỉnh Antalya, Thổ Nhĩ Kỳ.